# Germiny
Germiny ist eine französische Gemeinde mit 188 Einwohnern (Stand 1. Januar 2022) im Département Meurthe-et-Moselle in der Region Grand Est (bis 2015 Lothringen). Sie gehört zum Arrondissement Toul und zum Kanton Meine au Saintois.

## Geografie
Germiny liegt etwa 17 Kilometer südöstlich von Toul und 21 Kilometer südwestlich von Nancy östlich der Autoroute A31. Die Nachbargemeinden von Germiny sind Viterne im Nordosten, Marthemont und Thélod im Osten, Goviller im Südosten, Crépey im Süden, Südwesten und Westen sowie Thuilley-aux-Groseilles im Nordwesten. Weite Teile der Gemeinde im Norden und Osten sind bewaldet. Der Arot, der hier noch Ruisseau d’Ar genannt wird, durchquert die Gemeinde westlich des Dorfs.

## Geschichte
Ausgrabungen mit Funden aus der gallo-römischen Zeit belegen eine frühe Besiedlung. Der Name der heutigen Gemeinde wurde 836 erstmals in einem Dokument in der Form Grimaldi vicinium erwähnt. In einem Vertrag aus dem Jahr 1197 schenkte Eudes, Bischof von Toul, der Abtei Clairlieu die Hälfte der Mühle in Germines. Die drei Schlösser hatten jeweils eigene Seigneurs (Herren) und verwalteten die Gemeinde im Namen des Herzogs von Lothringen. Im Mittelalter gehörte die Gemeinde zum Gebiet des Herzogtums Bar, das später an das Herzogtum Lothringen fiel. Genauer zum Amt (Bailliage) Vézelise. Mit dieser Herrschaft fiel Germiny 1766 an Frankreich. Bis zur Französischen Revolution lag die Gemeinde dann im Grand-gouvernement de Lorraine-et-Barrois. Von 1793 bis 1801 war die Gemeinde dem Distrikt Vézelise zugeteilt und von 1793 bis 2015 Teil des Kantons Colombey-les-Belles. Mit Ausnahme der Jahre 1926 bis 1943, als sie zum Arrondissement Nancy gehörte, ist Germiny seit 1801 dem Arrondissement Toul zugeordnet. Die Gemeinde lag bis 1871 im alten Département Meurthe.   

## Bevölkerungsentwicklung
| Jahr                       | 1962 | 1968 | 1975 | 1982 | 1990 | 1999 | 2006 | 2019 |
| Einwohner                  | 245  | 204  | 174  | 174  | 179  | 180  | 210  | 218  |
| Quellen: Cassini und INSEE |      |      |      |      |      |      |      |      |

## Sehenswürdigkeiten
- Schloss Château Haut; teilweise 13., teils 18. Jahrhundert
- zahlreiche alte Häuser (die Ältesten aus dem 16. Jahrhundert)
- Kirche Saint-Epvre; moderner Kirchturm, die anderen Teile sind aus dem 15. und 16. Jahrhundert
- Denkmal für die Gefallenen[1]
- Gedenkplatte in der Kirche[2]
- Wegkreuze an der Rue de Toul und der Rue de Crépey
- ehemaliges Lavoir (Waschhaus)